# Società Ginnastica Andrea Doria - Sezione Calcio 1904-1905
Questa voce raccoglie le informazioni riguardanti la Società Ginnastica Andrea Doria nelle competizioni ufficiali della stagione 1904-1905.

## Stagione
I biancoblu affrontarono nell'eliminatoria regionale il Genoa, da cui furono eliminati con un pareggio e una sconfitta.
L'11 dicembre 1904 l'Andrea Doria si aggiudica la Palla Dapples, sconfiggendo la squadra detentrice del trofeo, il Genoa.

Nel corso dell'anno la squadra affrontò in due occasioni il Milan per disputarsi la Palla Dapples, perdendo in entrambe le occasioni.

## Divise
La maglia era biancoblù, con divisione verticale a metà.
| Manica sinistra · Maglietta · Maglietta · Manica destra · Pantaloncini · Calzettoni |

## Organigramma societario
Area direttiva
- Presidente: Zaccaria Oberti

Area tecnica
- Capitano/Allenatore: Francesco Calì

## Rosa
| N. |                   | Ruolo | Calciatore       |
| -- | ----------------- | ----- | ---------------- |
|    | Italia (bandiera) | P     | Salvatore Calì   |
|    | Italia (bandiera) | D     | Rinaldo Amey     |
|    | Italia (bandiera) | D     | Francesco Calì   |
|    | Italia (bandiera) | D     | Riccardo Pippo   |
|    | Italia (bandiera) | C     | Guido Bolognini  |
|    | Italia (bandiera) | C     | Augusto Galletti |
|    | Italia (bandiera) | C     | Stelzer          |
|    | Italia (bandiera) | A     | Vittorio Ansaldo |

| N. |                   | Ruolo | Calciatore           |
| -- | ----------------- | ----- | -------------------- |
|    | Italia (bandiera) | A     | Ottavio Baglietto    |
|    | Italia (bandiera) | A     | Giuseppe Bongiovanni |
|    | Italia (bandiera) | A     | Dommering            |
|    | Italia (bandiera) | A     | Carlo Lancerotto     |
|    | Italia (bandiera) | A     | Mellet               |
|    | Italia (bandiera) | A     | Mario Ravano         |
|    | Italia (bandiera) | A     | Giovanni Sessarego   |

## Calciomercato
| Acquisti | Acquisti | Acquisti | Acquisti |
| R.       | Nome     | da       | Modalità |
| -------- | -------- | -------- | -------- |

| Cessioni | Cessioni         | Cessioni | Cessioni      |
| R.       | Nome             | a        | Modalità      |
| -------- | ---------------- | -------- | ------------- |
| C        | Federico D'Amato |          | fine carriera |

## Risultati

### Prima Categoria

#### Eliminatoria ligure
| Genova 5 febbraio 1905 Andata | Genoa          | 0 – 0 | Andrea Doria | Campo Sportivo di Ponte Carrega\| Arbitro: \| Suter (Milano) \| |
| Arbitro:                      | Suter (Milano) |       |              |                                                                 |

| Arbitro: | Dobbie (Torino) |

|  |           |      |
|  | Marcatori | Agar |

### Palla Dapples

#### Finale
| Genova 27 novembre 1904 Finale        | Genoa     | 1 – 1 | Andrea Doria | Campo Sportivo di Ponte Carrega |
| \| \| \| \| \| ? \| Marcatori \| ? \| |           |       |              |                                 |
|                                       |           |       |              |                                 |
| ?                                     | Marcatori | ?     |              |                                 |

- Il torneo prevedeva che in caso di pareggio, la coppa andasse alla squadra detentrice.

| Genova 4 dicembre 1904 Finale       | Genoa     | 1 – 0 | Andrea Doria | Campo Sportivo di Ponte Carrega |
| \| \| \| \| \| ? \| Marcatori \| \| |           |       |              |                                 |
|                                     |           |       |              |                                 |
| ?                                   | Marcatori |       |              |                                 |

| Genova 11 dicembre 1904 Finale      | Genoa     | 0 – 2 | Andrea Doria | Campo Sportivo di Ponte Carrega |
| \| \| \| \| \| \| Marcatori \| ? \| |           |       |              |                                 |
|                                     |           |       |              |                                 |
|                                     | Marcatori | ?     |              |                                 |

| Arbitro: | Spensley (Genova) |

|  |           |   |
|  | Marcatori | ? |

| Arbitro: | Spensley (Genova) |

|   |           |  |
| ? | Marcatori |  |

## Statistiche

### Statistiche di squadra
| Competizione    | Punti | In casa | In casa | In casa | In casa | In casa | In casa | In trasferta | In trasferta | In trasferta | In trasferta | In trasferta | In trasferta | Totale | Totale | Totale | Totale | Totale | Totale | DR |
| Competizione    | Punti | G       | V       | N       | P       | Gf      | Gs      | G            | V            | N            | P            | Gf           | Gs           | G      | V      | N      | P      | Gf     | Gs     | DR |
| --------------- | ----- | ------- | ------- | ------- | ------- | ------- | ------- | ------------ | ------------ | ------------ | ------------ | ------------ | ------------ | ------ | ------ | ------ | ------ | ------ | ------ | -- |
| Prima Categoria | 1     | 1       | 0       | 0       | 1       | 0       | 1       | 1            | 0            | 1            | 0            | 0            | 0            | 2      | 0      | 1      | 1      | 0      | 1      | -1 |
| Palla Dapples   | -     | 1       | 0       | 0       | 1       | 0       | 1       | 4            | 1            | 1            | 2            | 3            | 6            | 5      | 1      | 1      | 3      | 3      | 7      | -4 |
| Totale          | 0     | 2       | 0       | 0       | 2       | 0       | 2       | 5            | 1            | 2            | 2            | 3            | 6            | 7      | 1      | 2      | 4      | 3      | 8      | -5 |

### Statistiche dei giocatori
| Giocatore      | Prima Categoria | Prima Categoria |
| Giocatore      | Presenze        | Reti            |
| -------------- | --------------- | --------------- |
| R. Amey        | 1               | 0               |
| V. Ansaldo     | 2               | 0               |
| O. Baglietto   | 2               | 0               |
| G. Bolognini   | 0               | 0               |
| G. Bongiovanni | 2               | 0               |
| F. Calì I      | 2               | 0               |
| S. Calì II     | 2               | -1              |
| Dommering      | 1               | 0               |
| A. Galletti I  | 2               | 0               |
| C. Lancerotto  | 2               | 0               |
| Mellet         | 1               | 0               |
| R. Pippo       | 2               | 0               |
| M. Ravano      | 0               | 0               |
| G. Sessarego   | 2               | 0               |
| Stelzer        | 1               | 0               |